# Dagmar Kofoed
Dagmar Kofoed var en dansk skuespillerinde der medvirkede i et mindre antal stumfilm.

## Filmografi
- 1914 – Tugthusfange No. 97 (instruktør August Blom)
- 1914 – Den mystiske Fremmede (instruktør Holger-Madsen)
- 1914 – Gar el Hama III (instruktør Robert Dinesen)
- 1914 – Ægteskab og Pigesjov (instruktør August Blom)
- 1914 – De kære Nevøer (instruktør Alfred Cohn)
- 1914 – De Ægtemænd!  (som Fru From; instruktør A.W. Sandberg)
- 1915 – Ned med Vaabnene!  (instruktør Holger-Madsen)
- 1915 – Godsforvalteren (instruktør Hjalmar Davidsen)
- 1915 – Flyttedags-Kvaler (instruktør Lau Lauritzen Sr.)
- 1915 – I Stjernerne staar det skrevet (instruktør Hjalmar Davidsen)